# Thargélion
Thargélion est le onzième mois (ou douzième quand l'année en comptait 13) du calendrier grec antique en vigueur dans la région d'Athènes, il durait 30 jours compris approximativement entre le 23 avril et le 21 juin de notre calendrier actuel.
Il tire son nom du mot grec  (Θαργηλιών / Thargêliốn) de la fête des Thargélies en l'honneur d'Apollon et d'Artémis se déroulant les 6-7. Pendant son cours se déroulaient les Bendidées du Pirée (le 19).